# Randolph (Vermont)
Randolph település az Amerikai Egyesült Államok Vermont államában, Orange megyében. Lakosainak száma 4774 fő (2020. április 1.).

## Közlekedés
A települést érinti az Amtrak egyik távolsági vasúti járata is, a Vermonter.

## Népesség
A település népességének változása:

| 2010 | 4 778 |
| 2020 | 4 774 |